# 日本橋燧鯛
日本橋燧鯛，又稱日本橋棘鯛是輻鰭魚綱金眼鯛目燧鯛亞目燧鯛科的其中一種。

## 分布
本魚分布於西太平洋，包括日本及台灣海域。

## 深度
水深320至660公尺。

## 特徵
本魚身體被小櫛鱗，側線上的鱗片較大，且有一棘凸；稜鱗9至16枚，口腔及鰓腔黑色。背鰭硬棘8枚、軟條13至14枚、臀鰭硬棘3枚、軟條11枚。

## 經濟利用
多做為下雜魚，數量少，非食用性魚類。